# Sucha Wąskotorowa
Sucha Wąskotorowa – zlikwidowana stacja kolejowa w Suchej, w województwie wielkopolskim, w Polsce, na trasie wąskotorowej linii Witaszyce Wąskotorowe – Zagórów.